# Ods socken
Ods socken (en suec: Parròquia Ods) és una població de Västergötland, Suècia. Des de l'any 1974 està inclosa al municipi de Herrljunga.
L'any 2000 enia 373 habitants.
Ods està situat al nord de Boras al voltant del Llac Sandsken i Sämsjön